# Matti Manninen
Pour les articles homonymes, voir Manninen.
Matti Manninen, né le 20 juillet 1992 à Pori, est un coureur cycliste finlandais.

## Palmarès
- 2010
  -  Champion de Finlande sur route juniors
  - 5e étape du Saaremaa Velotuur
  - 2e du Youth Tour juniors
  - 2e du Tour de Helsinski
- 2011
  - 2e du championnat de Finlande sur route espoirs
- 2012
  -  Champion de Finlande sur route espoirs
  - 2e étape du Satakunnan Ajo
  - 3e du Satakunnan Ajo
  - 3e du championnat de Finlande du contre-la-montre espoirs
  - 3e de la Maantiecup
- 2013
  -  Champion de Finlande sur route espoirs
  -  Champion de Finlande du contre-la-montre espoirs
  - Tour de Helsinki
  - 5e étape de l'U6 Cycle Tour
- 2014
  -  Champion de Finlande du contre-la-montre espoirs
  - Porvoon Ajot
  - Västboloppet
  - 1re étape de l'U6 Cycle Tour (contre-la-montre)
  - 4e étapes des Svanesunds 3-dagars
  - 5e du championnat d'Europe sur route espoirs
- 2015
  - 1re étape du Baltic Chain Tour
  - 2e du Baltic Chain Tour
- 2016
  - Clássica da Primavera
  - Tartu Rattaralli
  - Satakunnan Ajo :
    - Classement général
    - 2e étape

  - Dookoła Mazowsza :
    - Classement général
    - 2e étape

  - 1re étape du Tour de Szeklerland
- 2017
  -  Champion de Finlande sur route
  - 3e étape du Tour de Hongrie
  - 2e du championnat de Finlande du contre-la-montre
- 2018
  -  Champion de Finlande du contre-la-montre par équipes
  - Maantiecup
  - Lattomeri ajo
  - TS Kortelli ajot
  - Fuji Peloton GP
  - 2e étape de Willimiesajot
  - Syysetapit :
    - Classement général
    - 3e étape
- 2019
  - Turun Sanomien Kortteliajot
  - 3e étape des Tavastia 3 Days
- 2020
  -  Champion de Finlande du contre-la-montre par équipes
- 2024
  - 2e du championnat de Finlande du contre-la-montre par équipes

## Classements mondiaux
| Année           | 2014 | 2015 | 2016 | 2017 | 2018 |
| --------------- | ---- | ---- | ---- | ---- | ---- |
| UCI Europe Tour | 509e | 368e | 421e | 447e | 868e |
| UCI Africa Tour |      |      | 225e |      |      |